# Świerczek (województwo mazowieckie)
Świerczek – wieś w Polsce położona w województwie mazowieckim, w powiecie szydłowieckim, w gminie Szydłowiec. Ma status sołectwa. Przez wieś przebiega DK7. 
Prywatna wieś szlachecka, położona była w drugiej połowie XVI wieku w powiecie radomskim województwa sandomierskiego. W latach 1975–1998 miejscowość położona była w województwie radomskim.
24 lutego 2012 zginął tu w wypadku samochodowym prof. Remigiusz Kaszubski.
Wierni Kościoła rzymskokatolickiego należą do parafii św. Zygmunta w Szydłowcu.